# Assassination of a High School President
Assassination of a High School President es una película independiente del año 2008 protagonizada por Reece Thompson, Mischa Barton y Bruce Willis. Dirigida por Brett Simon.

## Trama
Bobby Funke (Reece Thompson) es un estudiante de segundo año aspirante a periodista que es encargado de hacer un artículo sobre el presidente de los alumnos, Paul Moore (Patrick Taylor), para el diario escolar de la secundaria privada St. Donovans. Mientras sigue a Moore para entrevistarlo, el cual es un chico popular del último grado, baloncestista principal del equipo y novio de la chica más popular, Francesca Fachini (Mischa Barton), el director Kirkpatrick (Bruce Willis) descubre que se han robado los exámenes SAT, que rinden la mayoría de los alumnos de último año y Bobby comienza a investigar a petición de Francesca, de la cual está enamorado. Luego de interrogar a los que podrían ser los principales sospechosos, recibe pistas que lo llevan a Moore, y estas supuestamente confirmarían su culpabilidad en los hechos. Al realizar el reportaje e imprimirlo, Funke se convierte en un chico popular cuando todos leen el reportaje y el director Kirkpatrick encuentra los exámenes en el casillero de Moore. Tras esto y ser aclamado por sus compañeros del diario escolar, la editora del periódico e interés sentimental de Bobby, Clara Díaz (Melonie Diaz) decide introducirlo en el programa de periodismo de una prestigiosa universidad, mientras que Moore sale de su cargo de presidente y asume el cargo el hermanastro de Francesca y vicepresidente de la escuela, Marlon Piazza (Luke Grimes) como presidente. Luego de recibir el llamado del encargado del programa de periodismo, este le pide pruebas a Funke para confirmar que su historia sea verdadera y este comienza a investigar luego de que Paul Moore le revelara que él no fue el culpable. Bobby descubre que Francesca era cómplice de Marlon Piazza, porque una noche al ir a su casa los encuentra en la bañera y comienza a dudar de ella. Finalmente termina por descubrirla, siendo ella la que roba los exámenes y los pone en el casillero de Paul Moore.

## Elenco
- Reece Thompson como Bobby Funke.
- Mischa Barton como Francesca Fachini.
- Bruce Willis como Principal Jared T. Kirkpatrick
- Robin Lord Taylor como Alex Schneider.
- Patrick Taylor como Paul Moore.
- Michael Rapaport como el entrenador Z.
- Luke Grimes como Marlon Piazza.
- Zach Roerig como Matt Mullen.
- Kathryn Morris como la enfermera Platt.
- Michael Zegen como Stephen Lohman.
- Melonie Diaz como Clara Diaz.
- Zoë Kravitz como Valerie.
- Josh Pais como Señor Newell.
- Marc John Jefferies como Elliott Duncan.
- Zachary Booth como Rocky.
- Aaron Himelstein como Tad Goltz.
- John Magaro como Cipriato.
- Jake Weary como Hall Monitor.
- Vincent Piazza como Ricky Delacruz.
- Tanya Fischer como Sam Landis.
- Emily Meade como Tiffany Ashwood.

- Datos: Q739440